# نیلز کواشنر
نیلز کواشنر (انگلیسی: Nils Quaschner؛ زادهٔ ۲۲ آوریل ۱۹۹۴) بازیکن فوتبال اهل آلمان است.
از باشگاه‌هایی که در آن بازی کرده‌است می‌توان به باشگاه فوتبال لایپزیگ، باشگاه فوتبال لیفرینگ، باشگاه فوتبال هانزا روستوک، و باشگاه فوتبال ردبول زالتسبورگ اشاره کرد.
وی همچنین در تیم‌های ملی فوتبال Germany national under-16 football team، جوانان آلمان، و جوانان آلمان بازی کرده‌است.